# Gondreville (Loiret)
Gondreville település Franciaországban, Loiret megyében. Lakosainak száma 329 fő (2022. január 1.). Gondreville Treilles-en-Gâtinais, Corquilleroy, Mignères, Pannes és Villevoques községekkel határos.

## Népesség
A település népességének változása:
| Lakosok száma | 336  | 320  | 344  | 371  | 354  | 350  | 335  | 322  | 318  | 329  |
|               | 1968 | 1982 | 1990 | 2006 | 2013 | 2015 | 2017 | 2019 | 2020 | 2022 |